# Sumber Batu
Sumber Batu is een bestuurslaag in het regentschap Aceh Barat van de provincie Atjeh, Indonesië. Sumber Batu telt 225 inwoners (volkstelling 2010).